# VVV'03
VVV'03 (Venlosche voetbalvereniging) is een Nederlandse amateurvereniging uit Venlo. VVV'03 is samen met Sportclub Venlo '54 een van de oprichters van betaaldvoetbalclub VVV-Venlo. Het eerste elftal komt uit in de Vijfde klasse zondag (2022/23).
De club speelt haar thuiswedstrijden op Sportpark Herungerberg in Venlo. Het thuistenue bestaat uit een geel-zwart gestreept shirt, een zwarte broek en zwarte sokken met een gele rand.

## Ontstaansgeschiedenis
Een van de oudste clubs in Venlo was T.H.O.R. (Tot Heil Onzer Ribbenkast), een vriendenteam dat als voorbeeld voor de latere voetbalverenigingen diende. Al gauw was er een vriendenteam dat zich De Gouden Leeuw noemde. In de loop der jaren volgden er verschillende naamswijzigingen, waaronder Valuas. Op 7 februari 1903 werd tijdens een ledenvergadering besloten om de naam officieel te veranderen in VVV'03. T.H.O.R. is later opgegaan in de nieuwe vereniging.
In 1953 kwam VVV, zoals de vereniging toen kortweg heette, in conflict met de voetbalbond, die de vereniging ervan betichtte haar spelers tegen betaling te laten spelen.
In 1954 was VVV als een van de eersten overgestapt naar het betaald voetbal, zij het onder de naam Sportclub VVV´03, een fusie met Sportclub Venlo '54.
Waarschijnlijk door een serie van tegenvallende resultaten kwam de club in de problemen. In 1966 kwam er een stichting voor behoud van betaald voetbal in Venlo; de club had een schuld van meer dan 100.000 gulden. De nieuwe stichting FC Venlo VVV koppelde de amateursectie los en besloot enkel met de contractspelers verder te gaan. De amateurs moesten vanaf dat moment zichzelf maar zien te redden. Met minder dan beperkte middelen en faciliteiten (de profsectie had alles overgenomen) kregen de amateurs, na overleg met het gemeentebestuur, het sportpark op de Herungerberg toegewezen. Er werd een nieuw bestuur gekozen en de oude rechten uit 1903 bleven gehandhaafd. VVV'03 was als naam terug in Venlo.

### Top F Toernooi
Sinds 2011 organiseert VVV'03 op pinksterzondag samen met VVV-Venlo het zogenaamde Top F toernooi met als doel het topvoetbal in de regio te stimuleren. De deelnemers van de edities op volgorde van eindstand:
2011: 1. Borussia Mönchengladbach; 2. AC Milan; 3. Roda JC Kerkrade; 4. Fulham FC; 5. KV Mechelen; 6. Sparta Rotterdam; 7. Hammarby IF; 8. KFC Uerdingen 05; 9. Sparta Praag; 10. VVV-Venlo; 11. VVV'03; 12. FSV Budissa Bautzen.
2012: 1. Borussia Dortmund; 2. Borussia Mönchengladbach; 3. Sparta Rotterdam; 4. VVV-Venlo; 5. AC Milan; 6. KRC Genk; 7. Hertha BSC; 8. Tottenham Hotspur FC; 9. K. Beerschot AC; 10. VVV’03; 11. Legia Warschau; 12. Hammarby IF.
2013 (deelnemers, toernooi vindt plaats op 19 mei): VVV'03, VVV-Venlo, PSV, Sparta Rotterdam, Tottenham Hotspur, Borussia Dortmund, Borussia Mönchengladbach, Hammerby IF, AC Milan, Royal Antwerp, Beerschot, KRC Genk.

## Competitieresultaten 1912–2018
| 4 2B |

| 2 |

| 6 |

| 2 |

| 8 |

| 8 |

| 7 |

| 7 |

| 7 |

| 6 |

| 11 |

| 1 2B |

| 5 2B |

| 1 2B |

| 3 2B |

| 1 2B |

| 3 2B |

| 3 2B |

| 2 2B |

| 7 2B |

| 3 2B |

| 1 2B |

| 9 2B |

| 3 2B |

| 6 2B |

| 9 2B |

| 2 2B |

| 2 2B |

| 1 D |

| 5 2B |

| 1 2C |

| 2 2C |

| 1 2C |

|  |

| 7 |

| 6 |

| 9 |

| 4 |

| 4 |

| 4 1E |

| 4 1D |

| 5 1C |

| 4 1C |

|  |

|  |

|  |

|  |

|  |

|  |

|  |

|  |

|  |

|  |

|  |

|  |

| 12 4G |

|  |

|  |

|  |

|  |

|  |

|  |

| 3 4G |

| 7 4G |

| 6 4G |

| 10 4G |

| 4 4G |

| 6 4G |

| 6 4G |

| 4 4G |

| 3 4G |

| 1 4H |

| 4 3D |

| 12 3D |

| 4 4G |

| 1 4G |

| 2 3D |

| 7 3D |

| 3 3D |

| 2 3D |

| 9 2B |

| 5 2B |

| 12 2B |

| 6 3D |

| 1 3D |

| 3 2H |

| 6 2H |

| 10 2H |

| 2 3D |

| 5 3D |

| 7 3C |

| 4 3C |

| 3 3C |

| 8 3C |

| 7 3C |

| 12 3C |

| 6 4E |

| 6 4E |

| 5 4E |

| 12 3C |

| 10 4F |

| 6 5F |

| 6 5F |

| 1 5F |

| 2 4E |

| 6 4D |

| 8 4E |

| - 4G |

| Eerste klasse | Tweede klasse | Derde klasse | Vierde klasse | Vijfde klasse | Noodcompetitie |

N.B.: In 1954/55 tot en met 1965/66 was amateurvoetbal geïntegreerd met het profvoetbal onder de naam VVV
In elke staaf van de grafiek staat van boven naar beneden vermeld: 
- Eindnotering

Dit is de positie die de club heeft bereikt in de competitie, zonder eventuele beslissings-, play-off- of nacompetitiewedstrijden die nodig zijn geweest om bijvoorbeeld de kampioen van de competitie te bepalen.
Indien een * achter het getal staat is de notering een tussenstand en kan het zijn dat de notering niet overeenkomt met de uiteindelijke eindstand van de competitie.
Staat er een - dan is het seizoen nog bezig en is er geen definitieve uitslag bekend.
Staat er xx op de positie van de notering, dan heeft de club vroegtijdig de competitie verlaten. Dit kan onder andere komen door terugtrekking van het team, faillissement van de club of door een uitgedeelde straf van de KNVB. In veel gevallen staat elders in het artikel de reden vermeld.
Staat er een ? dan is het resultaat uit het verleden onbekend, en is alleen de competitie of het niveau bekend van dat seizoen.
In de seizoenen 2019/20 en 2020/21 werd wegens de coronacrisis het amateurvoetbal afgebroken. Daardoor kennen deze staven geen eindklassering (middels -- weergegeven).
- Competitieniveau en afdelingsletter of Officiële eindstand Eredivisie
  - Competitieniveau en afdelingsletter

Hierbij geeft het getal het niveau weer, dat ook terug te vinden is in de legenda. De letter is de afdelingsaanduiding en wordt gebruikt wanneer er meer afdelingen zijn op hetzelfde niveau. De afdelingsletter is altijd een hoofdletter en wordt meestal zonder nummer gebruikt.
Voorbeeld: 2F is niveau 2e klasse competitie F.
Het competitieniveau en nummer wordt niet vermeld wanneer er slechts één competitie van dit niveau was.
  - Officiële eindstand Eredivisie (getal staat tussen haakjes vermeld)

Sinds de introductie van play-offwedstrijden voor Europees voetbal na afloop van de reguliere competitie in 2005/06, is de KNVB verplicht een eindstand van de Eredivisie door te geven aan de UEFA aan de hand van deze play-offwedstrijden.
Bij deze eindstand staan clubs die zich hebben gekwalificeerd voor Europees voetbal hoger dan clubs die zich niet wisten te kwalificeren. Indien er geen verschil was tussen de eindnotering en de officiële eindstand, staat dit getal niet vermeld.

- Onderafdeling

Hier staat afgekort de naam van de onderafdeling indien de club in dat jaar in een onderafdeling uitkwam. Tevens staat deze afkorting in de legenda en wordt gelinkt naar het artikel over deze onderafdeling. Deze afkorting wordt alleen vermeld wanneer de club in het verleden in verschillende onderafdelingen heeft gespeeld. Deze vermelding is in de staaf altijd in kleine letters. Deze onderafdelingen zijn na het seizoen 1995/96 afgeschaft. Heeft de club in slechts één onderafdeling gespeeld, dan is dit alleen terug te vinden in de legenda.
Onder de staaf staat het jaartal vermeld waarin het seizoen is afgesloten. 15 verwijst naar het seizoen 2014/15 of eventueel het seizoen 1914/15.
Wanneer een staaf leeg is, zijn deze gegevens niet bekend. Het kan ook zijn dat de club dat seizoen niet heeft meegespeeld op het hogere amateurniveau, vroegtijdig de competitie heeft verlaten of uit de competitie is gezet.

In het seizoen 1944/45 was er wegens de Tweede Wereldoorlog geen regulier competitievoetbal.

## Bekende (ex-)spelers
- Bernard Hofstede (VVV-Venlo, FC Volendam)
- Harold Derix (VVV-Venlo, TOP Oss),
- Frank Verbeek (VVV-Venlo)
- Micky Oestreich (VVV-Venlo)